# Girl Don't Come
Girl Don't Come is een nummer geschreven door Chris Andrews en opgenomen door de Engelse zangeres Sandie Shaw in 1964.

## Hitnotering
| Nederlandse Top 40 | 16-01-1965 | Positie: | 40 | 16-01-1965 |